# Kearsarge (Schiff, 1993)
USS Kearsarge (Rumpfnummer: LHD-3) ist ein amphibisches Angriffsschiff der United States Navy und gehört zur Wasp-Klasse. Sie ist benannt nach der Sloop Kearsarge, die wiederum nach dem Mount Kearsarge in New Hampshire benannt wurde.

## Mobile Bewaffnung
Die USS Kearsarge ist eines von fünf der weltweit größten amphibischen Kriegsschiffe, konzipiert als amphibisches Mehrzweck-Angriffsschiff, das einem kleinen Flugzeugträger ähnelt. Die ca. 4000 Mann starke Besatzung hat verschiedene Luftkissen- und Landungsboote sowie autonome Torpedos an Bord. Die neun Flugzeugplätze sind mit Kampfjets vom Typ AV-8B Harrier II. sowie leichten, mittleren und schweren Hubschraubern von den Typen CH-53 Stallion, CH-46 Sea Knight, UH-1 Huey, Bell AH-1 Cobra und V-22 Osprey bestückt.
Das multifunktionale Deck ist mit drei Landungsbooten, einem Luftkissen-Fahrzeug (LCAC), zwei Landing Craft Units (LCU) und 39 Amphibious Assault Vehicles (AAV) bestückt. Dabei handelt es sich um autonome Unterwasser-Einheiten (AUV) wie dem Mark-46-Leichtgewichtstorpedo (MK-46) und dessen schwereren Nachfolgemodelle MK-50 und MK-54, die zur Aufklärung dienen aber auch mit bis zu 500 kg Sprengstoff bestückt werden können.
Bei Bedarf kann dieses Deck auch weitere 140 Kampffahrzeuge oder bis zu 26 Navy/USMC-Hubschrauber für Truppenbewegungen und Luftunterstützung aufnehmen.
Zur Standardausrüstung gehören 750 Paletten Munition des US Marine Corps.

## Geschichte
Das Schiff wurde 1987 in Auftrag gegeben und Anfang 1990 bei Ingalls Shipbuilding auf Kiel gelegt. Nach knapp über zwei Jahren lief das Schiff vom Stapel und wurde auf den Namen Kearsarge getauft. Im Oktober 1993 erfolgte die offizielle Indienststellung bei der US Navy.
Die erste Einsatzfahrt nach bestandener Erprobung fand 1995 im Mittelmeer statt. Zum Ende des Einsatzes wurde der Pilot Scott O’Grady von der Kearsarge aus gerettet. O’Grady war während der Operation Deny Flight über Bosnien abgeschossen worden. 1997 folgte die Evakuierung von Zivilisten aus Freetown, Sierra Leone, 1999 dann Einsätze im Rahmen der Operation Allied Force (Kampfeinsätze) und Operation Shining Hope (humanitäre Einsätze für Flüchtlinge in Albanien).
Während der Anfangsmonate des Jahres 2002 wurde in der Norfolk Naval Shipyard eine erste Überholung durchgeführt. 2003 befuhr das Schiff den Persischen Golf während der Operation Enduring Freedom und der Operation Iraqi Freedom. 2004 und 2005 folgten die nächsten Einsätze im Rahmen des Kriegs gegen den Terror, die Kearsarge verlegte in das Rote Meer sowie den Golf von Aden. Am 19. August 2005, als das Schiff im Hafen von Akaba in Jordanien lag, wurden die Kearsarge und die Ashland mit Raketen angegriffen, die die Schiffe jedoch verfehlten.
2007 war die Kearsarge wiederum der Mittelpunkt einer Expeditionary Strike Group. Im Dezember nahm das Schiff an einer Hilfsmission für Bangladesch teil. An Bord befand sich zu diesem Zeitpunkt die 22nd Marine Expeditionary Unit (MEU). Im Mai 2008 nahm sie als Führungsschiff an der Fleet Week in New York teil, ihr waren die Kreuzer Leyte Gulf und Monterey, die Zerstörer The Sullivans und Nitze sowie zwei Fregatten und ein Tanker der Canadian Navy und ein Kutter der United States Coast Guard zugeordnet. Im August 2010 wurde die Kearsarge verlegt, um in den von der Überschwemmungskatastrophe in Pakistan betroffenen Regionen Hilfsgüter an Land zu bringen.
Im März 2011 wurde die Kearsarge zusammen mit der Ponce ins Mittelmeer verlegt, um die Präsenz der USA während der Unruhen in Libyen zu stärken.
Anfang April 2013 wurde das Schiff aus dem Mittelmeerraum abgezogen und durch den Sueskanal in Richtung Arabisches Meer verlegt. Ob die Verlegung der Kearsage in Zusammenhang mit den Spannungen auf der Koreanischen Halbinsel stand, ist nicht belegt.
2017 machte sich die Kearsarge bereit, um die Katastrophenhilfe nach Hurrikan Harvey in Texas unterstützen zu können. Da diese Hilfe nicht angefordert wurde, konnte sie bei der Katastrophenhilfe nach den Hurrikanen Irma und Maria auf den Amerikanischen Jungferninseln und auf Puerto Rico helfen.
Anfang August 2022 lief die Kearsarge in die Ostsee ein, wo sich die Sicherheitslage seit Beginn des Ukrainekrieges deutlich verändert hatte. Zusammen mit weiteren US-Schiffen bildete sie dort den größten Kampfverband der US Navy seit Ende des Kalten Krieges. Während ihres Aufenthaltes nahm sie am Manöver BALTOPS 2022 teil, bei dem sie unter anderem den Einsatz von militärischen autonomen Unterwasserfahrzeugen trainierte. Am 25. September verließ sie den lettischen Hafen Riga Richtung Nordsee und passierte den Kattegat in tiefster Nacht zum 30. September 2022 in Richtung Norfolk Heimathafen, wo es am 13. Oktober 2022 anlegte.

## Trivia
Während der Durchfahrt des Schiffes durch den Suezkanal fertigte die Besatzung eine Zeitrafferaufnahme an, die später veröffentlicht wurde.